# 菲律宾综合国家警察
菲律宾综合国家警察是菲律宾共和国城市和大城镇的市政警察部队。作为菲律宾两支国家警察部队之一，它与菲律宾警察部队于1991年合并，组成现在的菲律宾国家警察。